# Grand prix Metropolis bleu
 (mars 2025).
Motif : Article non sourcé depuis 2006. Notoriété du prix (au delà du festival qui a déjà une page dédiée) ?
- Archive Wikiwix
- Bing
- Cairn
- DuckDuckGo
- E. Universalis
- Gallica
- Google
- G. Books
- G. News
- G. Scholar
- Persée
- Qwant
- (zh) Baidu
- (ru) Yandex
- (wd) trouver des œuvres sur Wikidata

| 1. | Préciser le motif de la pose du bandeau. | Précisez le motif de la pose du bandeau en utilisant la syntaxe suivante : {{admissibilité à vérifier\|date=avril 2025\|motif=remplacez ce texte par le motif}}                                 |
| 2. | Informer les utilisateurs concernés.     | Pensez à avertir le créateur de l'article, par exemple, en insérant le code ci-dessous sur sa page de discussion : {{subst:avertissement admissibilité à vérifier\|Grand prix Metropolis bleu}} |

Le grand prix Metropolis bleu est remis par la Fondation Metropolis bleu à un écrivain de calibre international et récompense l'ensemble d'une œuvre pour son apport exceptionnel à la littérature contemporaine. Le prix est habituellement remis au printemps, à l'ouverture du Festival Metropolis bleu de Montréal.
Le prix consiste en une bourse de 10 000 $.
Les écrivains proposés au jury peuvent être de n'importe quelle nationalité. Ils doivent cependant avoir une stature internationale et avoir été publiés en français ou en anglais. Ils doivent aussi avoir des lecteurs francophones et anglophones en nombre significatif à Montréal et manifester un intérêt particulier pour le public montréalais qui fréquente le Festival en étant capables, notamment, de s'exprimer en français et en anglais.

## Lauréats
- 2000 - Marie-Claire Blais
- 2001 - Norman Mailer
- 2002 - Mavis Gallant
- 2003 - Maryse Condé
- 2004 - Paul Auster
- 2005 - Carlos Fuentes
- 2006 - Michel Tremblay
- 2007 - Margaret Atwood
- 2008 - Daniel Pennac
- 2009 - Antonia Susan Byatt
- 2010 - Dany Laferrière
- 2011 - Amitav Ghosh
- 2012 - Joyce Carol Oates
- 2013 - Colm Tóibín
- 2014 - Richard Ford
- 2015 - Nancy Huston
- 2016 - Anne Carson
- 2017 - Anita Desai
- 2018 - Charles Taylor
- 2019 - Annie Proulx
- 2020 - Non attribué
- 2021 - Non attribué
- 2022 - Non attribué
- 2023 - Michael Ondaatje

## Prix Violet Metropolis bleu
Lancé en 2018, le prix Violet Metropolis bleu est remis à un auteur canadien de la communauté LGBTQ pour son apport à la littérature. Il s'agit du premier prix littéraire canadien qui vise spécifiquement à récompenser des écrivains LGBTQ.

### Lauréats
- 2018 : Nicole Brossard[3]
- 2019: Dionne Brand
- 2020: Non attribué
- 2021: André Roy
- 2022: Tomson Highway
- 2023: Michel Marc Bouchard
- 2024: Sky Gilbert
- 2025: France Daigle[4]